# Porcellio gruneri
Porcellio gruneri is een pissebed uit de familie Porcellionidae. De wetenschappelijke naam van de soort is voor het eerst geldig gepubliceerd in 1978 door Hoese.